# Aphelidiaceae
Die Aphelidiaceae (auch Aphelidea) sind eine artenarme Familie intrazellulärer Parasitoide von marinen oder im Süßwasser lebenden Algenarten des Phytoplankton. Sie sind die einzige Familie der Ordnung der Aphelidiales,  die wiederum als einziges die Abteilung Aphelidiomycota bilden, und diese ein eigenes Unterreich der Pilze, die Aphelidiomyceta. Zurzeit sind 15 Arten in 4 Gattungen bekannt, weitere Nachweise liegen aus in Gewässern gewonnenen Genproben vor, ohne dass die dazugehörigen Organismen schon gefunden und beschrieben worden wären. Die Gruppe hat Interesse erregt als einzellige Verwandte der vielzelligen Tiere und Pilze, die in der Gruppe der Opisthokonta zusammengefasst werden. Sie werfen damit Licht auf die Entstehung dieser Gruppen.

## Diagnose
Die Aphelidiomycota besitzen ein phagotrophes, amöboides Stadium innerhalb einer Wirtszelle. Die Zoospore bildet entweder Scheinfüßchen oder besitzen hinten ein Flagellum. Die liegenden runden bis ovalen Sporen besitzen eine dicke, glatte Zellwand. Die Infektion neuer Zellen erfolgt über einen kurzen Infektionsschlauch. Meist sind es intrazelluläre Parasiten von Algen.

## Ultrastruktur
Die begeißelte runde bis ovale Zoospore von Aphelidium besitzt eine Geißel mit 9 + 2 Axonemen. Die Struktur des Kinetosomen ist noch nicht im Detail aufgeklärt. Die zweite Zentriole kann von parallel bis rechtwinklig zum Kinetosom sitzen, sie ist mit diesem durch eine faserige Brücke verbunden. Am Vorderende der Zelle befinden sich kleine Filopodien, die zum Anheften an der Wirtszelle dienen. Der Zellkern sitzt nahe dem Vorderende, gefolgt von einem Dictyosom. Die amöboiden Sporen von Amoeboaphelidium protococcarum sind charakteristisch zweigeteilt, wobei alle Zellorganellen im hinteren Teil sitzen.
Von den Aphelidea sind Mitochondrien beschrieben, die sowohl flache wie auch tubuläre Cristae ausbilden; dieses Merkmal ist offensichtlich innerhalb der Gruppe nicht konstant.

## Lebenszyklus
Aphelidea besitzen einen komplexen Lebenszyklus. Bei der Gattung Aphelidium sucht eine im Wasser mit einer Geißel frei schwimmende Zoospore nach als Wirt geeigneten Algenzellen. Ist ein potenzieller Wirt erreicht, encystiert sie, wobei sie die Geißel abwirft. Sie durchdringt die Zellwand des Wirts mit einem Infektionsschlauch. Dabei wird erst ein Pseudopodium ausgestreckt, das eine Pore oder Öffnung der Wand sucht; wird keine gefunden, schlägt die Infektion fehl. Innerhalb der Zyste bildet sich im erfolgreichen Fall eine Vakuole, die rasch an Volumen zunimmt, bis ihr Druck ausreicht, den Zellinhalt durch den Schlauch in die Algenzelle zu drücken. Hier bildet der Parasit ein intrazelluläres amöbenartiges Stadium aus, das den Zellinhalt des Wirts mit Pseudopodien verschlingt und in eine zentrale Nahrungsvakuole befördert, wo er verdaut wird, bis ihr Inhalt restlos verzehrt ist. Die stark angeschwollene Zelle bildet durch Kernteilungen ein Plasmodium mit zentraler Vakuole und Restkörper (ausgeschiedene und unverdauliche Anteile der Wirtszelle) aus. Das reife Plasmodium teilt sich in einkernige Zellen, die jeweils zu Zoosporen differenzieren, dabei wird kein eigenes Sporangium gebildet, sondern die Zellwand der ehemaligen Wirtszelle ausgenutzt. Die reifen Zoosporen verlassen die Zelle schließlich durch das Loch, das der Infektionsschlauch hinterlassen hat. Die Zoosporen schwärmen anschließend auf der Suche nach neuen Wirtszellen aus. Damit ist der Zyklus geschlossen.
Die anderen Gattungen besitzen einen vergleichbaren Zyklus. Bei Amoeboaphelidium sind die Amöben zunächst getrennt und fusionieren erst zum Schluss zu einem Plasmodium. Bei dieser Gattung sind auch die Zoosporen amöboid, sie besitzen am Hinterende als Relikt ein funktionsloses Pseudocilium. Bei Pseudaphelidium werden amöboide Zellen freigesetzt, die encystieren und dann erst ein bis vier Zoosporen aus den Zysten freisetzen.
Einige Arten der Aphelidea können zusätzlich dickwandige Dauersporen ausbilden. Obwohl bei der Gruppe selbst nicht nachgewiesen, nimmt man in Analogie zu anderen Arten mit ähnlichem Lebenszyklus an, dass sie sowohl gegen widrige Umweltbedingungen resistenter sind als auch im Zusammenhang mit der sexuellen Fortpflanzung stehen. Die Dauerspore mit dicker, gelblicher Zellwand bildet sich im Inneren der Zellwand der leergefressenen Wirtszelle.

## Ökologie und Wirte
Aphelidea findet man bevorzugt in nährstoffreichen (eutrophen) Gewässern. Sie parasitieren darin einzellige oder Zellfäden bildende Algen, meist Phytoplankter, aber auch bodenlebende (benthische) Arten oder solche des Aufwuchses (epiphytische). Sie befallen sogar bodenlebende Algenarten in Gewässernähe. Sie sind in daraufhin untersuchten Gewässern weit verbreitet, aber keineswegs allgegenwärtig. Genauere Daten zur Dichte oder Rolle in aquatischen Ökosystemen liegen noch nicht vor.
Als Wirte werden Algenarten der Chlorophyta (Grünalgen), Xanthophyceae (Gelbgrüne Algen) und Bacillariophyta (Kieselalgen) genutzt. Die meisten Arten parasitieren die Grünalgengattung Chlorococcum und ähnliche Arten oder die gelbgrüne Alge Tribonema gayanum, die häufig für Laborkulturen der Aphelidea verwendet wird. Sowohl Arten wie auch einzelne Stämme innerhalb von Arten können sehr wirtsspezifisch auf nur eine oder wenige Algenarten spezialisiert sein. Teilweise wurden substantielle genetische Unterschiede zwischen Stämmen derselben Art aus unterschiedlichen geographischen Herkunftsgebieten gemeldet.
Letcher und Kollegen fanden die Art Amoeboaphelidium protococcarum als Parasit in einer Kultur der Grünalge Scenedesmus dimorphus, die experimentell zur Erzeugung von Biokraftstoff aus Algenbiomasse kultiviert wurde. Solche Massenkulturen einer Art sind bekanntermaßen anfällig für Parasiten. Da sie den Ertrag vermindert, besitzt sie möglicherweise als Schädling auch wirtschaftliche Bedeutung.

## Phylogenie
1885 beschrieb Wilhelm Zopf die Art Aphelidium deformans als ersten Vertreter der Gruppe; er ordnete sie den „Monadinea“ oder auch „Eumycetozoen“ zu. Später klassifizierte man sie bei den „Rhizopoda“, einer heute ebenfalls als künstlich zusammengefügt erkannten Gruppierung. Während Lebensform und Lebenszyklus einfachen Pilzen wie den Chytridiomycetes ähneln, passte die Ernährung mittels Phagocytose besser zu Amöben, die man als Tiere klassifizierte.
Thomas Cavalier-Smith erkannte 1998 die Zugehörigkeit zu der von ihm neu beschriebenen Gruppe der Opisthokonta und leitete damit die moderne Neubewertung ein. 2013 klassifizierte er sie als Ordnung „Aphelidida“ in der Klasse Rozellida bei den Kragengeißeltierchen (von ihm Choanozoa genannt). Er hatte dabei übersehen, dass Boris V. Gromov bereits 2000 die „Aphelidea“ als Ordnung beschrieben hatte. In der Klassifikation von Cavalier-Smith gehören die Aphelidea demnach in die Holozoa, also den Zweig der Opisthokonta, dem auch die Tiere angehören. Dies entsprach auch der Auffassung von Sina Adl und Kollegen in ihrer umfassenden Systematik der Eukaryoten 2012.
Neuere phylogenomische Untersuchungen, also Untersuchungen der Verwandtschaftsverhältnisse anhand des Vergleichs homologer DNA-Sequenzen, ergaben allerdings Zweifel an dieser Einordnung. Eine Studie von Sergey A. Karpov und Kollegen 2013 ergab eine Gruppierung mit der Gattung Rozella (Rozella allomycis) und den Microsporidia. Eine ähnliche Beobachtung hatten bereits Peter M. Letcher und Kollegen an Amoeboaphelidium protococcarum gemacht. Eine weitere aktuelle Studie durch Jordi Paps und Kollegen hat die Gruppe nicht berücksichtigt. Die bei den Untersuchungen als nahe verwandt ausgewiesene Rozella allomycis erwies sich in einer Untersuchung von Meredith D. M. Jones und Kollegen zu einer bis dahin übersehenen Gruppe von Lebewesen gehörig, die eine Schwestergruppe zu den Pilzen bilden, von ihnen Cryptomycota genannt. Eine Einbeziehung in diese Gruppe ist damit derzeit wahrscheinlicher als eine nähere Verwandtschaft mit den anderen Holozoa. Karpov und Kollegen gehen sogar so weit, aufgrund der basalen Abzweigung der Gruppe in ihrem Kladogramm für sie einen neuen Stamm aufzustellen, den sie „Aphelida“ nennen.

## Systematik
Die Aphelidea umfassen die vier folgenden Gattungen:
- Aphelidium (Zopf, 1885) Gromov, 2000 mit zehn beschriebenen Arten.
- Amoeboaphelidium (Scherffel, 1925) Gromov, 2000, emend. Karpov mit fünf beschriebenen Arten.
- Protaphelidium mit der einzigen Art Protaphelidium rhizoclonii Seliuk & Karpov, 2024
- Pseudaphelidium mit der einzigen Art Pseudoaphelidium drebesii Schweikert et Schnepf, 1996. Es handelt sich um einen Parasiten der marinen Kieselalge Thalassiosira punctigera, gefunden in der Nordsee.